# Arthur Harris (Polospieler)
Arthur Ringland Harris (* 1. August 1890 in Norfolk, Nebraska; † 20. März 1968 in Stuart, Florida) war ein US-amerikanischer Brigadegeneral und Polospieler.

## Militärlaufbahn
Arthur Harris schloss 1914 seine Ausbildung an der United States Military Academy in West Point ab. 1935 stieg er zum Lieutenant Colonel auf und lehrte bis 1939 an der Howard University als Professor für Militärtaktiken. Von 1939 bis 1941 bekleidete er verschiedene Positionen im Kriegsministerium. Im Juni 1941 wurde er Kommandant des 47th Field Artillery Regiment und erhielt eine Beförderung zum Colonel. Es folgte eine weitere Kommandofunktion bei der Provisional Field Artillery Brigade sowie eine Verwendung im Generalstab der 1. US-Armee. Ab April 1942 war er Militärattaché in Mexiko und erhielt im März 1943 die Beförderung zum Brigadier General. Im Juli 1945 wurde er zum Militärattaché in Argentinien berufen. Zwölf Monate später übernahm er das Präsidentenamt beim Institute of Inter-American Affairs & Inter-American Educational Foundation und übte dieses bis zu seinem Ausscheiden aus dem Militärdienst im Jahr 1948 aus. 1949 wurde er für zwei Monate nochmals in den aktiven Dienst versetzt, ehe er Ende Juni 1949 endgültig die Army verließ. Für seine Verdienste als Militärattaché erhielt Harris die Legion of Merit.

## Polo-Erfolge
Bei den Olympischen Spielen 1920 in Antwerpen gehörte Harris zur US-amerikanischen Polomannschaft, die außerdem aus Nelson Margetts, Terry de la Mesa Allen und Jack Montgomery bestand. Nach einer 3:13-Niederlage in der ersten Partie gegen Spanien gelang den US-Amerikanern gegen Belgien ein 8:3-Erfolg, wodurch sie sich die Bronzemedaille sicherten. Harris bestritt beide Partien auf der Position der Nummer 1. Sein einziger großer Poloerfolg in den Vereinigten Staaten war der Gewinn der Class D Championship im Jahr 1931 mit dem Fort Sheridan Polo Club.

## Auszeichnungen
- Legion of Merit